# Drepanoctonus bicolor
Drepanoctonus bicolor är en stekelart som beskrevs av Kusigemati 1971. Drepanoctonus bicolor ingår i släktet Drepanoctonus och familjen brokparasitsteklar. Inga underarter finns listade i Catalogue of Life.